# Étang des Salines
L'étang des Salines est un étang de la Martinique. Il se trouve dans le Sud de l'île, non loin de Sainte-Anne située au nord et de la baie des Anglais au nord-est. Il constitue un site Ramsar depuis le 15 septembre 2008.

## Tourisme
Le site en bordure de sentier de randonnée de la Trace des Caps et de la  plage des Salines est très fréquenté. Une passerelle sur pilotis a été installée pour permettre aux promeneurs, la découverte et l'observation de l'avifaune site.

## Écologie de site
L'étang des salines est relié à l'océan par un canal traversant une zone submersible au niveau de l'Anse à Prunes. Cette arrivée d'eau de salée, calme et chaude permet le développement d'une mangrove.

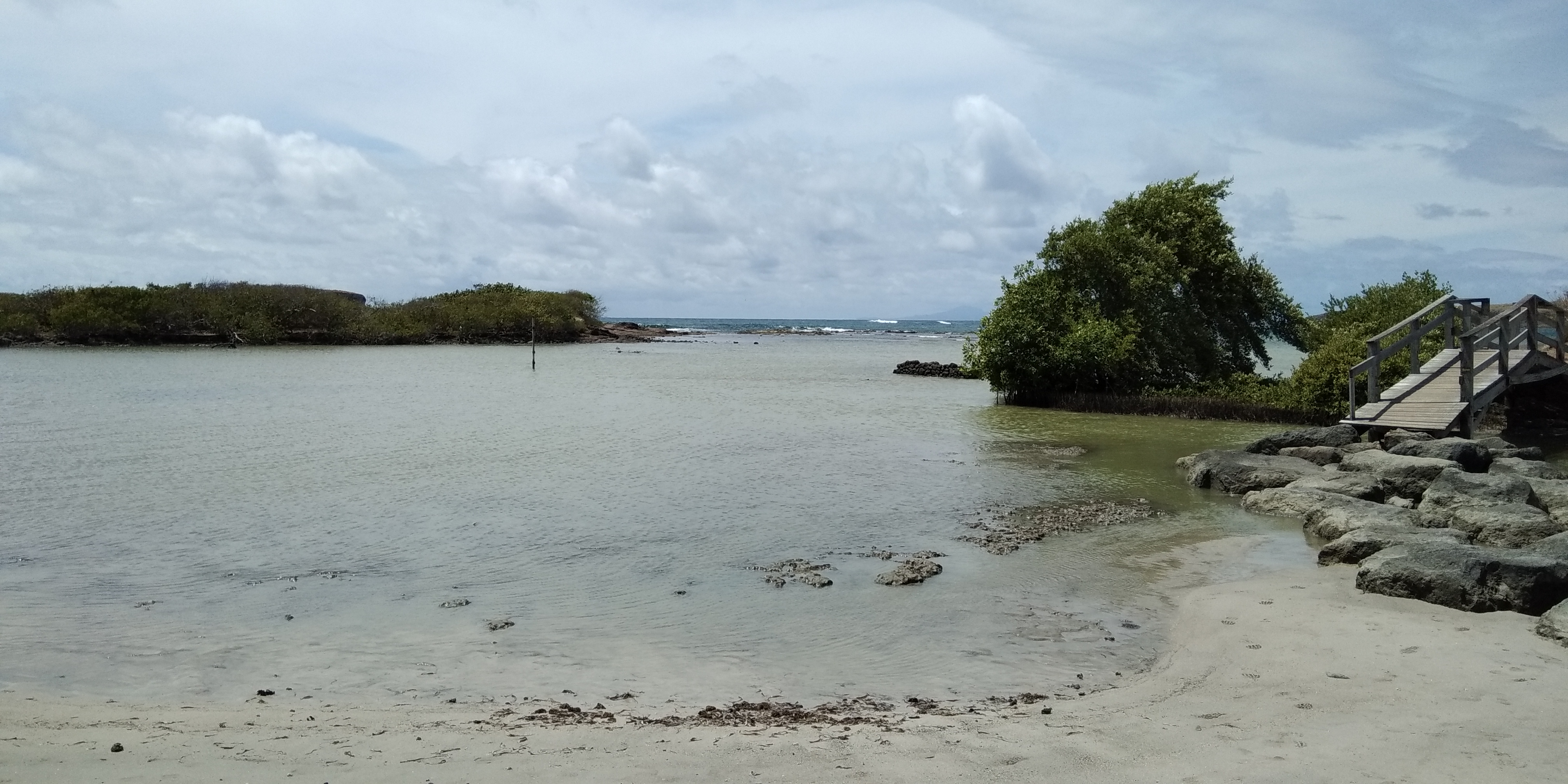
Débouché de l'étang des Salines sur l'Anse à Prunes.
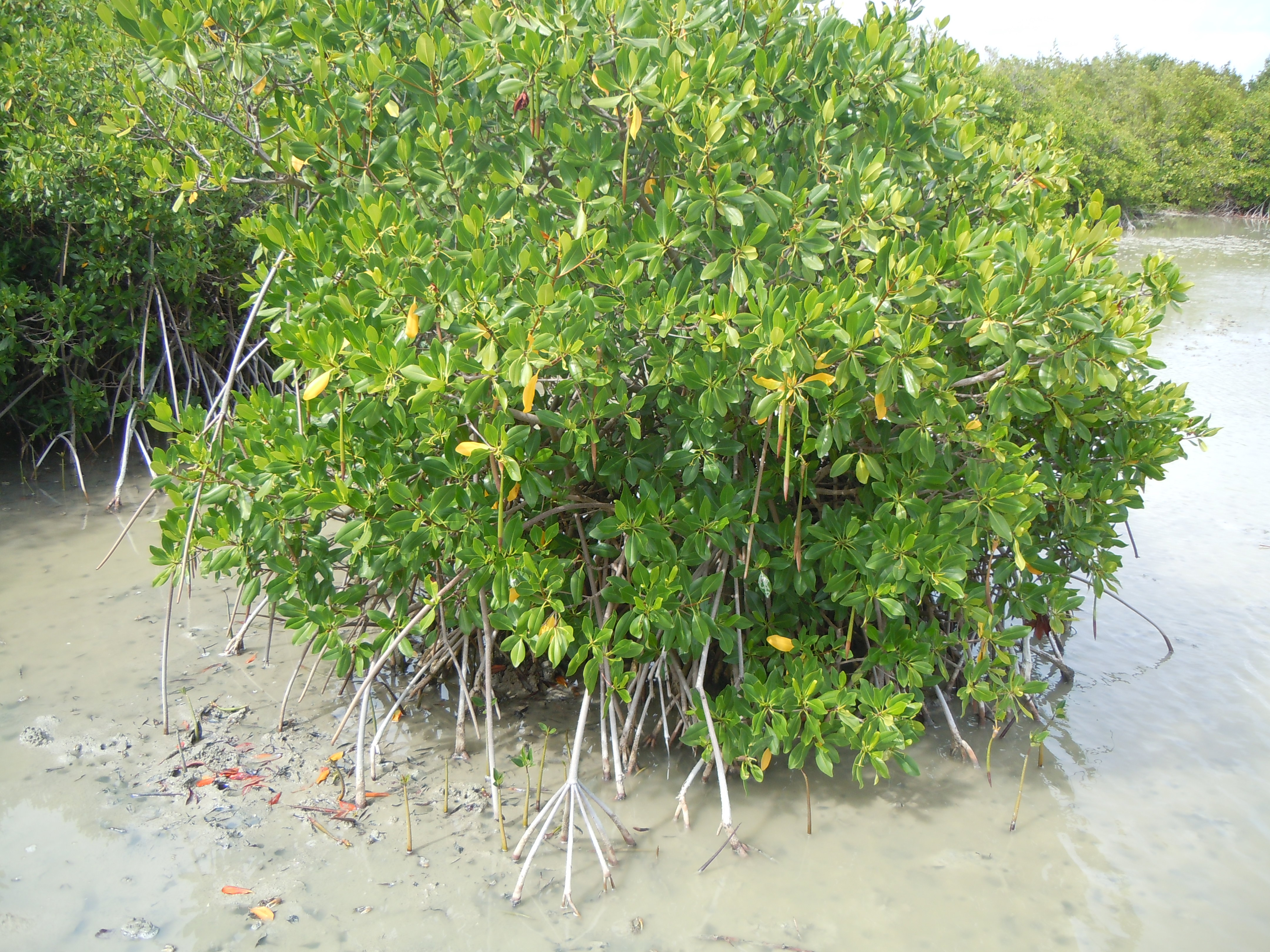
Palétuvier rouge, Rhizophora mangle.
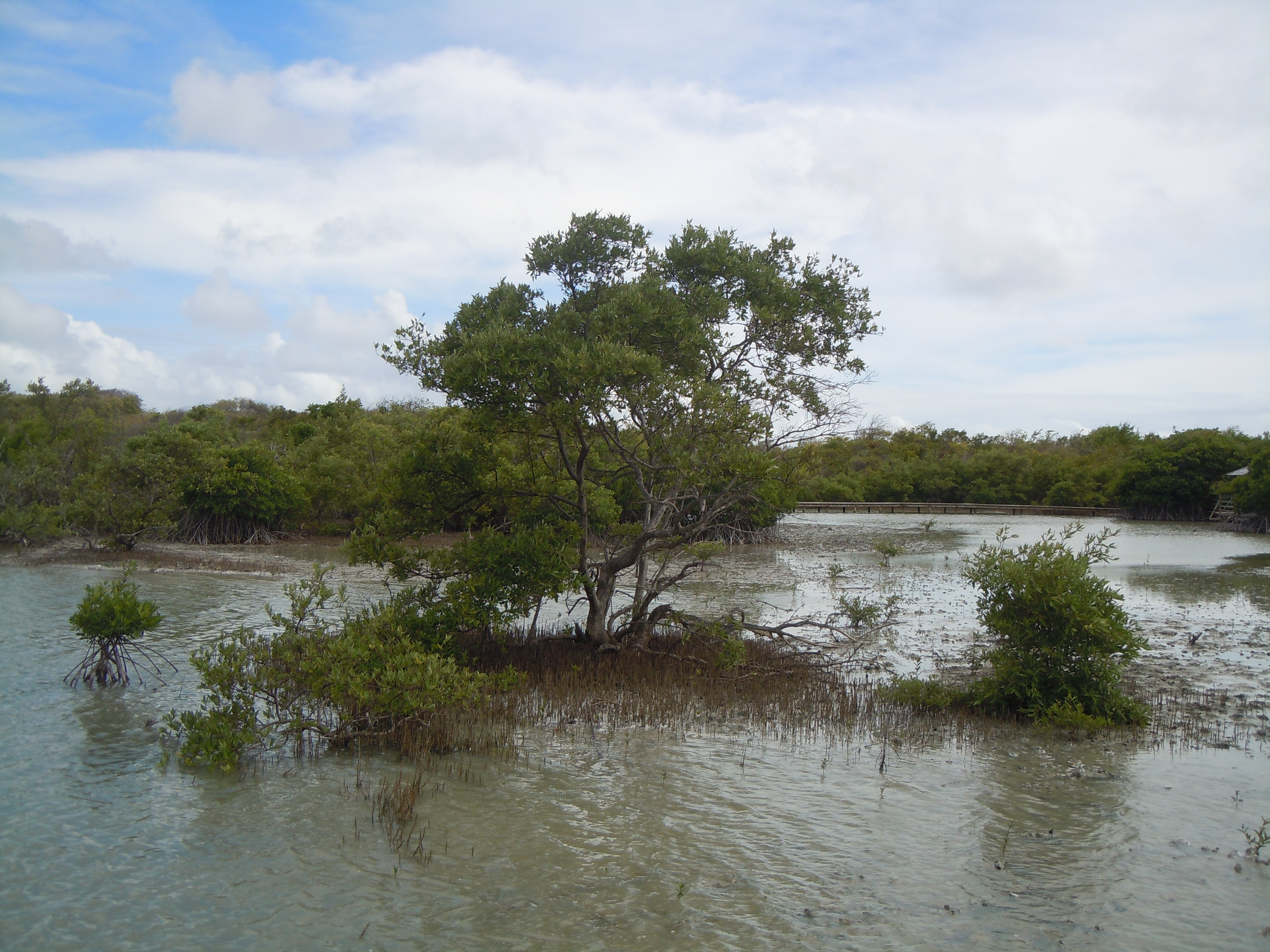
Palétuvier noir, Avicennia germinans.